# Internetwork Packet Exchange
Internetwork Packet Exchange o IPX (en català "intercanvi de paquets interxarxa") és un protocol de la capa de xarxa de Netware. S'utilitza per transferir dades entre el servidor i els programes de les estacions de treball. Les dades es transmeten en datagrames.
Intercanvi de paquets interxarxes. Protocol de comunicacions NetWare que s'utilitza per transportar missatges d'un node a un altre. Els paquets IPX inclouen adreces de xarxes i poden enviar d'una xarxa a una altra. Ocasionalment, un paquet IPX pot perdre quan creua xarxes, d'aquesta manera el IPX no garanteix el lliurament d'un missatge complet. L'aplicació ha de proveir aquest control o s'ha d'utilitzar el protocol SPX de NetWare. IPX proveeix serveis en estrats 3 i 4 del model OSI (capes de xarxa i transport).
Actualment aquest protocol està en desús i només s'utilitza en videojocs multijugadors antics.